# De Grote Improvisatieshow
De Grote Improvisatieshow was een programma uit 2013 gebaseerd op de gelijknamige theatershow en De Lama's. In het programma improviseerden Tijl Beckand en Ruben van der Meer samen met drie/vier andere comedians verschillende sketches en muzieknummers.
Het programma werd tot 2015 uitgezonden bij RTL 4 en werd gepresenteerd door Jojanneke van den Berge tijdens het eerste seizoen. Het tweede seizoen begon op 11 januari 2014, zou 7 afleveringen bevatten en werd gepresenteerd door Froukje de Both. Ook in het derde seizoen lag eveneens de presentatie in handen van De Both.
Vanaf 14 april 2016 was het programma te zien bij RTL 5 en werd het gepresenteerd door Nicolette Kluijver. Bovendien werd het niet meer elke zaterdagavond, maar elke donderdagavond uitgezonden.
Vanaf het vijfde seizoen werd het programma uitgezonden op de woensdagavond met uitzondering van de koningsdag special op 27 april. Tijdens het vijfde seizoen werd bekend dat De Grote Improvisatieshow stopt in het theater. Dit heeft ook gevolgen voor het televisieprogramma. Na het vijfde seizoen stopte het programma en werd daarna in 2018 herhaald.

## Comedians

### Vaste leden
- Ruben van der Meer
- Tijl Beckand

### Wisselende leden
- Jamai Loman (S1-S5)
- Rick Paul van Mulligen (S1-S5)
- Wilko Terwijn (S1-S5)
- Alex Ploeg (S2-S5)
- Ruben Nicolai (S4-S5)
- Tim Hartog (S5)
- Mimoun Oaïssa (S1)
- Tygo Gernandt (S1)
- Ilse Warringa (S1)
- Mike Weerts (S3)

## Afleveringen

### Seizoen 1
| Afl. | Datum         | Comedian(s)   | Gast                                  | Kijkcijfers | Plek in top 25 |
| ---- | ------------- | ------------- | ------------------------------------- | ----------- | -------------- |
| 1    | 9 maart 2013  | Mimoun        | Wolter Kroes                          | 1.602.000   | 5              |
| 2    | 16 maart 2013 | Ilse, Wilko   | Dennis van der Geest                  | 1.098.000   | 8              |
| 3    | 23 maart 2013 | Ilse          | Britt Dekker                          | 1.379.000   | 4              |
| 4    | 30 maart 2013 | Mimoun, Wilko | Joop Braakhekke                       | 1.105.000   | 7              |
| 5    | 6 april 2013  | Tygo          | Gigi Ravelli                          | 1.107.000   | 6              |
| 6    | 13 april 2013 | Wilko         | Maik de Boer                          | 922.000     | 11             |
| 7    | 20 april 2013 | Mimoun        | Loretta Schrijver                     | 984.000     | 8              |
| 8    | 27 april 2013 | Tygo          | Jacqueline Steenbeek, Stephanie Tency | 833.000     | 11             |

### Seizoen 2
| Afl. | Datum            | Comedian(s) | Gast           | Kijkcijfers | Plek in top 25 |
| ---- | ---------------- | ----------- | -------------- | ----------- | -------------- |
| 1    | 11 januari 2014  | Wilko       | Gordon         | 1.285.000   | 8              |
| 2    | 18 januari 2014  | Wilko       | Ruben Nicolai  | 1.295.000   | 7              |
| 3    | 25 januari 2014  | Alex        | Zimra Geurts   | 1.232.000   | 6              |
| 4    | 1 februari 2014  | Wilko       | Lucille Werner | 1.188.000   | 8              |
| 5    | 8 februari 2014  | Wilko       | Sylvia Geersen | 1.046.000   | 17             |
| 6    | 15 februari 2014 | Wilko       | Geen           | 997.000     | 21             |
| 7    | 22 februari 2014 | Alex        | Gers Pardoel   | 916.000     | 20             |

### Seizoen 3
| Afl. | Datum            | Comedian(s)       | Gast               | Kijkcijfers | Plek in top 25 |
| ---- | ---------------- | ----------------- | ------------------ | ----------- | -------------- |
| 1    | 10 januari 2015  | Alex, Wilko, Mike | Nicolette Kluijver | 979.000     | 20             |
| 2    | 17 januari 2015  | Wilko             | Bobbi Eden         | 943.000     | 12             |
| 3    | 24 januari 2015  | Alex, Wilko       | Ruben Nicolai      | 851.000     | 14             |
| 4    | 31 januari 2015  | Mike              | Kees Tol           | 930.000     | 11             |
| 5    | 7 februari 2015  | Mike              | Peter Jan Rens     | 928.000     | 9              |
| 6    | 21 februari 2015 | Wilko             | Fred van Leer      | 968.000     | 7              |
| 7    | 28 februari 2015 | Wilko, Alex       | Victoria Koblenko  | 941.000     | 11             |
| 8    | 7 maart 2015     | Wilko, Alex       | Danny de Munk      | 936.000     | 13             |

### Seizoen 4
| Afl. | Datum         | Comedian(s)               | Gast                          | Kijkcijfers |
| ---- | ------------- | ------------------------- | ----------------------------- | ----------- |
| 1    | 14 april 2016 | Alex, Jamai, Rick Paul    | Gordon                        | 360.000     |
| 2    | 21 april 2016 | Alex, Ruben N, Wilko      | Jessie Jazz Vuijk             | 288.000     |
| 3    | 28 april 2016 | Alex, Jamai, Rick Paul    | Mattie Valk & Wietze de Jager | 208.000     |
| 4    | 5 mei 2016    | Jamai, Rick Paul, Ruben N | Do                            | 248.000     |
| 5    | 12 mei 2016   | Alex, Rick Paul, Wilko    | Wibi Soerjadi                 | 218.000     |
| 6    | 19 mei 2016   | Alex, Ruben N, Wilko      | Quinty Trustfull              | 318.000     |
| 7    | 26 mei 2016   | Jamai, Rick Paul, Ruben N | Gaby Blaaser                  | 270.000     |
| 8    | 2 juni 2016   | Alex, Rick Paul, Wilko    | Melisa Schaufeli              | 339.000     |

### Seizoen 5
| Afl. | Datum         | Comedian(s)               | Gast             | Kijkcijfers |
| ---- | ------------- | ------------------------- | ---------------- | ----------- |
| 1    | 27 april 2017 | Ruben N, Jamai, Rick Paul | Zoe Ivory        | 144.000     |
| 2    | 3 mei 2017    | Ruben N, Jamai, Rick Paul | Pip Pellens      | 226.000     |
| 3    | 10 mei 2017   | Ruben N, Wilko, Rick Paul | Gwen van Poorten | 150.000     |
| 4    | 17 mei 2017   | Ruben N, Jamai, Rick Paul | Tess Milne       | 175.000     |
| 5    | 31 mei 2017   | Jamai, Rick Paul, Tim     | Paulien Huizinga | 156.000     |
| 6    | 7 juni 2017   | Rick Paul, Wilko, Tim     | Shelly Sterk     | 169.000     |
| 7    | 14 juni 2017  | Jamai, Rick Paul, Tim     | Marieke Elsinga  | 164.000     |
| 8    | 21 juni 2017  | Ruben N, Jamai, Rick Paul | Lisa van Cuijk   | 123.000     |